# 제9천년기
제9천년기(第九千年期, 9th millennium)은 그레고리력으로 8001년 1월 1일부터 9000년 12월 31일까지를 뜻한다. 이는 서기로 아홉 번째 시기의 천년이라는 뜻이다.

## 천문 현상
- 8007년 10월 5일: 금성이 알데바란을 엄폐할 예정이다.
- 8018년 12월 30일: 금성이 레굴루스를 엄폐할 예정이다.
- 8059년 7월 20일: 고리 모양의 부분 일식이 일어날 예정이며, 수성 일면통과 사건도 발생할 예정이다.
- 8136년 9월 6일: 수성이 알데바란을 엄폐할 예정이다.
- 8183년 10월 26일: 수성이 레굴루스를 엄폐할 예정이다.
- 8192년 10월 3일: 금성이 레굴루스를 엄폐할 예정이다.
- 8362년 12월 7일: 수성이 레굴루스를 엄폐할 예정이다.
- 8444년 10월 18일: 화성이 레굴루스를 엄폐할 예정이다.
- 8492년 10월 30일: 수성이 레굴루스를 엄폐할 예정이다.
- 8674년 2월 27일: 목성이 토성을 엄폐할 예정이다.
- 8775년 10월 27일: 화성이 레굴루스를 엄폐할 예정이다.
- 8881년 10월 14일: 금성이 레굴루스를 엄폐할 예정이다.
- 8971년 9월 23일: 수성이 알데바란을 엄폐할 예정이다.

## 참고
- (영어) Simultaneous Transits by Meeus and Vitagliano (pdf, 315 KB)
- (독일어) Conjunctions of Regulus and the planets
- (독일어) Accuracy of calculations
- (영어) EVE Online Gallentean Timeline